# Yume Tsukai
Yume Tsukai  夢 使 い (lit. "Dream Users"?) es una serie de manga japonesa escrita e ilustrada por Riichi Ueshiba. La serie es un spin-off del manga anterior de Ueshiba, Discommunication. Se convirtió en un anime producido por Madhouse que se emitió en algunas estaciones de UHF y ABC Television.

## Trama
La serie gira en torno a los maestros de los sueños que convierten las pesadillas en sueños pacíficos. En nombre de sus clientes andan en busca de pesadillas que se han escapado de la mente del dueño y se han manifestado en el mundo real, causando estragos. Las pesadillas son paranormales. Fenómeno que tiene la apariencia de actividad poltergeist. El objetivo de los maestros de los sueños es derrotar las pesadillas y devolverlas a sus respectivos dueños como sueños pacificados. Sin embargo, los maestros de los sueños no interfieren con la vida del propietario, y el propietario debe lidiar con la fuente de la pesadilla. El espectáculo se caracteriza por música inquietante, fantasmas extraños como pesadillas y la transformación de los juguetes de los niños conocidos como "ofrendas de juego" en armas y monstruos.
A diferencia del anime, el manga es mucho más profundo con los casos, por ejemplo, el primer caso ocupa los primeros tres volúmenes. Además, no solo pacifican las pesadillas y las expulsan del mundo real, sino que toman todo tipo de casos, en los que no se trata de soñar, pero se requiere su poder.

## Personajes
Touko Mishima (三島富子, Mishima Tōko )
Seiyū: Ayako Kawasumi 
Conocido como el warabe yuusai (童遊斎) , Touko, de diecisiete años, es el líder de Yume Tsukai. Como hermana mayor de Rinko, se hizo cargo de la práctica de su padre después de que lo mataran durante una batalla. Algo anémica , pasa la mayor parte de su tiempo durmiendo en alguna que otra juguetería de donde provienen. Debido a que la mayoría de las veces se queda en la tienda y usa una falda de overol y un geta , Rinko la llama ermitaña y desea que su hermana salga más. Touko usa el kitsune noh de su padremáscara, y no va a ninguna parte sin ella. Incluso se baña y duerme con él. Debido a sus poderes para ver los sueños de otras personas, el ojo izquierdo de Touko sirve como una ventana a través de la cual sus clientes pueden ver sus sueños, por lo que solo puede llorar en su ojo derecho.

Rinko Mishima (三島リン子, Mishima Rinko )
Seiyū: Kei Shindō 
A los 10 años, Rinko es el miembro más joven de Yume Tsukai. A diferencia de su hermana, Rinko es más activa y entusiasta y siempre está lista para la acción. Inteligente, pero impaciente, suele ser la primera en actuar cuando se trata de buscar las pesadillas que aparecen. Ella dice ser una súper estudiante de escuela primaria.
Hajime Tachibana ( Tachibanaichi , Tachibana Hajime )
Seiyū: Tomokazu Seki 
Distante, ecléctico y con cierto complejo de lolita (quizás en broma), Hajime es el mayor de los Yume Tsukai. Con un don para el drama, lucha contra las pesadillas junto a Touko y Rinko. En el manga, su complejo de lolita es seguro, pero eso va más junto con el tono mucho más adulto del manga.
Satoka Sagawa - Doyousei Yume Tsukai
Seiyū: Mamiko Noto 
La tímida y tímida Satoka se unió a Yume Tsukai después de que su novio, Satoru, otro Yume Tsukai, fuera asesinado. Ella todavía lleva la carga de su muerte, pero más tarde encuentra la fuerza para continuar con el título de Doyousei. Satoka vive en Nagasaki , en la isla sureña de Kyūshū . Está muy bien, tiene una limusina, un mayordomo y un jet privado, pero afirma que no es tan rica. Lleva el sombrero de Satoru y parece estar siempre con ella. A diferencia de la máscara de Touko, se la quita cuando es necesario. Satoka todavía es nueva en Yume Tsukai, por lo que está recibiendo lecciones de Rinko, quien le grita que la llame senpai .
Misako Mishima
Seiyū: Aya Hisakawa 
Tía de las hermanas por parte de su padre, Misako es la virgen de 29 años que abre el arma Dream Cyclone para Yume Tsukai. Ella pasa tiempo en la casa familiar donde reside el santuario Dream Cyclone, esperando la llamada a las armas cuando el equipo está trabajando. Misako está muy al día con la tecnología, pero se limita a su teléfono celular y computadora. Siendo muy sensible con su edad, se asegura de que todos sepan que tiene 29 años y no 30.

## Media

### Manga
El manga Yume Tsukai de Riichi Ueshiba ha sido publicado por la revista de manga Afternoon de Kōdansha a partir del 25 de agosto del 2001. Su publicación finalizó el 25 de diciembre de 2003 con el sexto volumen.

### Anime
Una adaptación de anime de Madhouse se emitió en Japón entre el 9 de abril de 2006 y el 25 de junio de 2006. El Opening es "Yume Meikyuu ~Hikari to Yami no Dance" de Yoko, mientras que el Ending es "Kodou " de Ayako Kawasumi y Kei Shindou.

#### Episodios
| #  | Título                                                                                                  | Estreno             |
| -- | --- | ------------------- |
| 1  | «El Origen del Sueño, Salón Lluvioso» «Yume hajime, ame no kyoshitsu» (夢始め、雨の教室)                | 8 de abril de 2006  |
| 2  | «Dulces Pasos» «Yasashii kutsune» (優しい靴音)                                                          | 15 de abril de 2006 |
| 3  | «Amor en Aumento» «Fukaramu koigokoro» (ふくらむ恋心)                                                   | 22 de abril de 2006 |
| 4  | «Aparece la estrella del sábado» «Doyōsei arawaru» (土曜星あらわる)                                     | 29 de abril de 2006 |
| 5  | «Patrón Familiar» «Kazoku moyō» (家族模様)                                                              | 6 de mayo de 2006   |
| 6  | «Vacaciones soñadas» «Yume no kyūjitsu» (夢の休日)                                                      | 13 de mayo de 2006  |
| 7  | «Jardín secreto» «Himitsu no hanazono» (秘密の花園)                                                     | 20 de mayo de 2006  |
| 8  | «Los recuerdos se han ido» «Omoide wa kiete» (思い出は消えて)                                           | 27 de mayo de 2006  |
| 9  | «Chico en la oscuridad» «Yami ni sumu shōnen» (闇に棲む少年)                                            | 3 de junio de 2006  |
| 10 | «Misako, despacho» «Misako, shūdō suru» (美砂子、出動する)                                              | 10 de junio de 2006 |
| 11 | «Pesadilla del pasado» «Kako kara kita akumu» (過去から来た悪夢)                                        | 17 de junio de 2006 |
| 12 | «Terminando con los sueños: la elección de Touko» «Yume shimai, Tōko no sentaku» (夢仕舞い、塔子の選択) | 24 de junio de 2006 |